# نائب رئيس كوريا الشمالية
لم يستمر منصب نائب رئيس جمهورية كوريا الشعبية الديمقراطية أو ما يعرف حديثا باسم نائب رئيس كوريا الشمالية طويلا حيث تم الاعتراف به رسميا في عام 1972 وإلغاءه بعد وفاة كم إل سونغ في عهد كم جونغ إل. في عام 1972، تم إنشاء الرئاسة وانتخاب كيم إيل سونغ لهذا المنصب من قبل الجمعية الشعبية العليا والمجلس التشريعي لكوريا الشمالية. مع حلول 28 ديسمبر من نفس العام أعلن المجلس عن نواب الرئيس المنتخبين.
لم يستمر المنصب طويلا، حيث تم إلغاءه في أكتوبر 1997.

## قائمة نواب روساء كوريا الشمالية
| نائب رئيس جمهورية كوريا الشعبية الديمقراطية | نائب رئيس جمهورية كوريا الشعبية الديمقراطية | نائب رئيس جمهورية كوريا الشعبية الديمقراطية | نائب رئيس جمهورية كوريا الشعبية الديمقراطية | نائب رئيس جمهورية كوريا الشعبية الديمقراطية |
| نائب الرئيس                                 | نائب الرئيس                                 | فترة الحكم                                  | فترة الحكم                                  | الرئيس                                      |
| الفترة الأولى (1972-1977)                   | الفترة الأولى (1972-1977)                   | الفترة الأولى (1972-1977)                   | الفترة الأولى (1972-1977)                   | الفترة الأولى (1972-1977)                   |
| ------------------------------------------- | ------------------------------------------- | ------------------------------------------- | ------------------------------------------- | ------------------------------------------- |
|                                             | تشوي يونج جون (1900–1976)                   | 28 ديسمبر 1972                              | ديسمبر 1974                                 | كم إل سونغ (1912-1994)                      |
|                                             | كانغ ريانغ يوك (1902–1983)                  | 28 ديسمبر 1972                              | 15 ديسمبر 1977                              | كم إل سونغ (1912-1994)                      |
|                                             | كيم تونغ جيو                                | مارس 1974                                   | 15 ديسمبر 1977                              | كم إل سونغ (1912-1994)                      |
|                                             | كم إل (1902–1984)                           | 19 أبريل 1976                               | 15 ديسمبر 1977                              | كم إل سونغ (1912-1994)                      |
| الفترة الثانية (1977-1982)                  |                                             |                                             |                                             |                                             |
|                                             | كم إل (1902–1984)                           | 15 ديسمبر 1977                              | 5 أبريل 1982                                | كم إل سونغ (1912-1994)                      |
|                                             | باك سونج تشول (1913–2008)                   | 15 ديسمبر 1977                              | 5 أبريل 1982                                | كم إل سونغ (1912-1994)                      |
|                                             | كانغ ريانغ يوك (1902–1984)                  | 15 ديسمبر 1977                              | 5 أبريل 1982                                | كم إل سونغ (1912-1994)                      |
| الفترة الثالثة (1982-1986)                  |                                             |                                             |                                             |                                             |
|                                             | كم إل (1902–1984)                           | 5 أبريل 1982                                | 25 يناير 1984                               | كم إل سونغ (1912-1994)                      |
|                                             | باك سونغ تشول (1913–2008)                   | 5 أبريل 1982                                | 29 ديسمبر 1986                              | كم إل سونغ (1912-1994)                      |
|                                             | كانغ ريانغ يوك (1902–1984)                  | 5 أبريل 1982                                | 9 يناير 1983                                | كم إل سونغ (1912-1994)                      |
|                                             | ريم تشون تشو (1912–1988)                    | أبريل 1983                                  | 29 ديسمبر 1986                              | كم إل سونغ (1912-1994)                      |
|                                             | ري جونغ أوك (1905–1999)                     | يناير 1984                                  | 29 ديسمبر 1986                              | كم إل سونغ (1912-1994)                      |
| الفترة الرابعة (1986-1990)                  |                                             |                                             |                                             |                                             |
|                                             | باك سونغ تشول (1913–2008)                   | 29 ديسمبر 1986                              | 24 مايو 1990                                | كم إل سونغ (1912-1994)                      |
|                                             | ريم تشون تشو (1912–1988)                    | 29 ديسمبر 1986                              | 27 أبريل 1988                               | كم إل سونغ (1912-1994)                      |
|                                             | ري جونغ أوك (1905–1999)                     | 29 ديسمبر 1986                              | 24 مايو 1990                                | كم إل سونغ (1912-1994)                      |
| الفترة الخامسة (1990-1994)                  |                                             |                                             |                                             |                                             |
|                                             | باك سونغ تشول (1913–2008)                   | 24 مايو 1990                                | 5 سبتمبر 1998                               | كم إل سونغ (1912-1994)                      |
|                                             | ري جونغ أوك (1905–1999)                     | 24 مايو 1990                                | 5 سبتمبر 1998                               | كم إل سونغ (1912-1994)                      |
|                                             | كم يونغ جو (born 1920)                      | 11 نوفمبر 1993                              | 5 سبتمبر 1998                               | كم إل سونغ (1912-1994)                      |
|                                             | كيم بيونج سيك (1919-1999)                   | 11 نوفمبر 1993                              | 5 سبتمبر 1998                               | كم إل سونغ (1912-1994)                      |
| شاغر (1994-1998)                            |                                             |                                             |                                             |                                             |
|                                             | باك سونغ تشول (1913–2008)                   | 24 مايو 1990                                | 5 سبتمبر 1998                               | شاغر (1994-1998)                            |
|                                             | ري جونغ أوك (1905–1999)                     | 24 مايو 1990                                | 5 سبتمبر 1998                               | شاغر (1994-1998)                            |
|                                             | كم يونغ جو (ولد في 1920)                    | 11 نوفمبر 1993                              | 5 سبتمبر 1998                               | شاغر (1994-1998)                            |
|                                             | كيم بيونج سيك (1919-1999)                   | 11 نوفمبر 1993                              | 5 سبتمبر 1998                               | شاغر (1994-1998)                            |

## وصلات خارجية
- كيف تسير الأمور في حكومة كوريا الشمالية؟
- من يدير كوريا الشمالية؟
- هارب من كوريا الشمالية- رسالة إلى دونالد ترامب.